# Dasylophia franzina
Dasylophia franzina är en fjärilsart som beskrevs av William Schaus 1901. Dasylophia franzina ingår i släktet Dasylophia och familjen tandspinnare. Inga underarter finns listade i Catalogue of Life.